# Wikiwand
A Wikiwand olyan szoftverinterfész, mely a Wikipédia-cikkek szebb, áttekinthetőbb megjelenítésére és jobb megtekinthetőségére lett kifejlesztve. Alapnyelve angol, de a Wikipédia-cikkek bármely más nyelven is megjeleníthetők.
A Wikiwand (eredetileg WikiWand) vállalkozást Lior Grossman és Ilan Lewin alapította 2013-ban.  Hivatalosan 2014 augusztusában indították útjára. Grossman azzal a céllal kezdett a fejlesztéshez, hogy úrrá legyen saját, Wikipédiával kapcsolatos frusztráltságán, mert – mint érvelt – egyszerűen nem tudta felfogni, hogy a világ egyik legnépszerűbb weboldala, amit félmilliárd ember használ, olyan interfésszel rendelkezik, ami már több mint egy évtizede nem volt frissítve. Úgy találták, hogy a Wikipédia interfésze zsúfolt, olvashatósága nehéz (apró szövegdobozok), nehezen navigálható, hiányzik belőle a kellő használhatóság."
A Wikiwand kifejlesztésére sikerült $600,000 dollár támogatást szerezni. Az interfészhez tartozik egy (legördülő) oldalsáv-menü, egy navigációs sáv, személyre szabott hivatkozások más nyelvekhez, új tipográfia és a hivatkozott cikkek megtekintésének előnézeti opciója. A tartalmak listája pedig folyamatosan megjelenik a képernyő bal oldalán. Az interface elérhető Chrome, Safari és Firefox böngészőkön csakúgy, mint a Wikiwand weboldalán. A Wikiwand 2015 márciusában egy iPhone applikációt hozott piaci forgalomba, megkönnyítve ezzel a mobil felhasználók hozzáférését a Wikipédia interfészhez.
A cég tulajdonosai a reklámok szövegdobozokba, cikkekbe, osztályokba történő integrálásával szeretnék pénzzé tenni terméküket. Állításuk szerint hasznuk 30%-át a Wikimedia Alapítványnak szándékoznak adományozni.